# 朗德普雷里鎮區 (明尼蘇達州托德縣)
朗德普雷里鎮區（英語：Round Prairie Township）是位於美國明尼蘇達州托德縣的一個行政鎮區。

## 地方資料
朗德普雷里鎮區的面積為93.44平方千米，當中陸地面積為91.02平方千米，而水域面積為2.42平方千米。根據2020年美國人口普查的數據，當地共有人口714人，而人口密度為每平方千米7.64人。